# Middag under Helsingfors himmel
Middag under Helsingfors himmel (finska: Illallinen Helsingin taivaan alla) är ett evenemang där stadsbor samlas för en gemensam middagspicknick i det urbana stadsrummet. Evenemanget ordnades första gången på Norra Esplanaden i Helsingfors som en del av Helsingforsdagen den 12 juni 2013. Gatan stängdes av för trafik och ett bord för 1 000 personer ställdes upp och täcktes med vita borddukar. De stadsbor som anmält sig till evenemanget kunde duka upp sin egen middag på bordet. Till det här gratisevenemanget kunde man reservera 700 biljetter på webben. Biljetterna tog slut inom två minuter. De resterande biljetterna fanns att hämta på Helsingfors stadshus och så fort utdelningen började tog dessa också snabbt slut.

## Middag under Helsingfors himmel – överallt
Inspirerade av Helsingforsdagsevenemanget ordnade man den 8 augusti 2013 ett liknande evenemang där alla stadsbor kunde ordna middag på valfri plats, på innergårdar, i portgångar, på trottoaren framför sitt eget hus, eller i en närbelägen park. Deltagarna kunde märka ut sin middag på en karta som fanns på evenemangets hemsida och duka upp med vit bordduk. Gemensamma middagar ordnades bland annat på trottoarer, i parker, på stränder, på mattvättsbryggor, och på Slakthusets gård. Yhteismaa ry arrangerade middagen tillsammans med Helsingfors Energi och Helsingfors stads byggnadskontor.
Följande middag under Helsingfors himmel kommer att ordnas på Esplanaden under Helsingforsdagen den 12 juni 2014 och man har kommit överens om att Middag under Helsingfors himmel – överallt ska bli en tradition där stadsborna bär ut sina middagsbord och äter tillsammans varje år torsdagen innan skolornas hösttermin inleds.

## Bakgrund
Liknande evenemang, Dîner en blanc, middagar i vitt, har ordnats runt om i världen sedan 1988. Middag under Helsingfors himmel är ändå ett mer fritt och informellt evenemang där alla stadsbor är välkomna att delta.
Middag under Helsingfors himmel och Middag under Helsingfors himmel – överallt har utarbetats och förverkligats av Yhteismaa ry, vars andra projekt är bland annat Städdagen, Parkeringsdagen och Nappi Naapuri-tjänsten.